# Кумановська битва (1912)
Кумановська битва (серб. Кумановска битка) — битва між сербськими та турецькими військами біля Куманово в Македонії з 23 по 24 жовтня 1912 року, в ході Першої Балканської війни. В бою взяли участь 1-ша сербська армія і Західна турецька армія, сербські війська очолили спадкоємець престолу Александр Карагеоргієвич і генерал Радомир Путник. Західну армію турків очолив Зеки-паша. Турецькі війська переважали числом над сербськими. Сербські війська нараховували 120 000 солдатів — при тому, що сербські регулярні частини були посилені македонськими (під командуванням Кристю Лазарова) і вірменськими (під командуванням Гарегіна Нжде) добровольцями. За сербською версією турків було 180 000 чоловік, за турецькою 65 000. Крім того, поруч з Куманово, на Овчему полі, знаходилося 40 000 турецьких солдатів.
Турецький командувач вирішив розбити війська противника до того, як до тих прибудуть підкріплення — на допомогу 1-й сербській армії з Приштина йшла 3-тя сербська армія. О 10 годині ранку 23 жовтня турецькі війська перейшли в наступ на лівому фланзі і потім атакували в центрі Моравську дивізію. Зеки-паша вирішив оточити сербську армію з флангів, для цього частина турецьких військ спробувала обійти сербську армію з правого флангу. У відповідь Радомир Путник розтягнув свої війська в 30-кілометровий фронт.
На правому фланзі турецький загін був розгромлений сербсько-вірменськими силами, під керівництвом Нжде. На лівому фланзі турки також зазнали невдачі, не чекаючи раптового удару загону Радомира Путника. Вже до полудня наступ турецьких військ було зупинено. Вранці 24 жовтня армія сербів після артилерійської підготовки перейшла в наступ. Турецькі яничари були захоплені зненацька, тому опору майже не чинили. Сербські війська для економії куль вирвалися в окопи противника і брали його «на ніж». О 2 годині дня Західна турецька армія хаотично відступила на південь (на Скоп'є, Штіп і Велес), що означало перемогу сербських військ. Можна сказати, що турецька армія Зеки-паші була практично повністю знищена. Близько 3 години дня сербські війська вступили в Куманово.

## Галерея

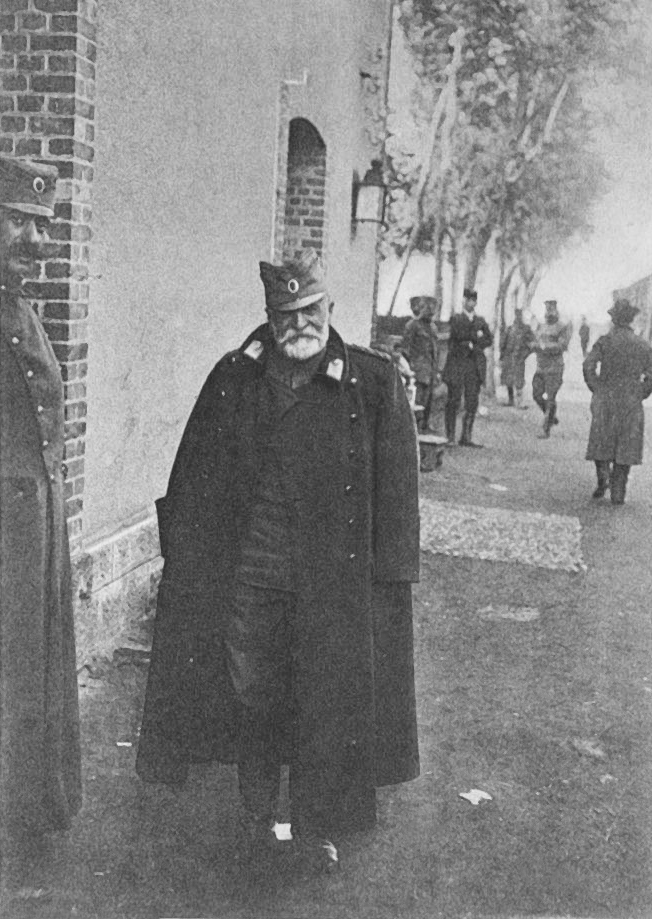
Генерал Радомир Путник на вокзалі в Куманово
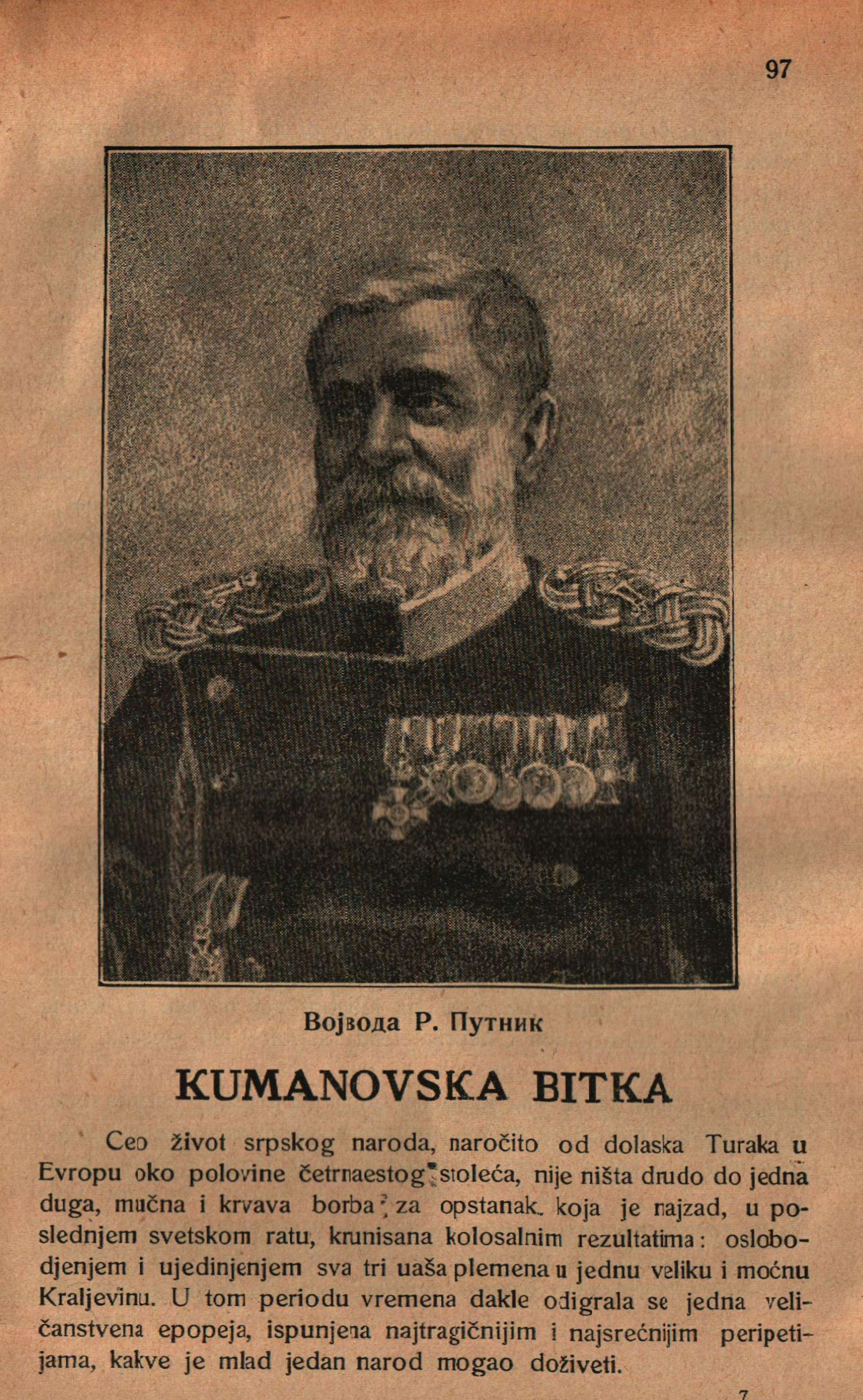
Радомир Путник в книзі Војвода Вук Поповић
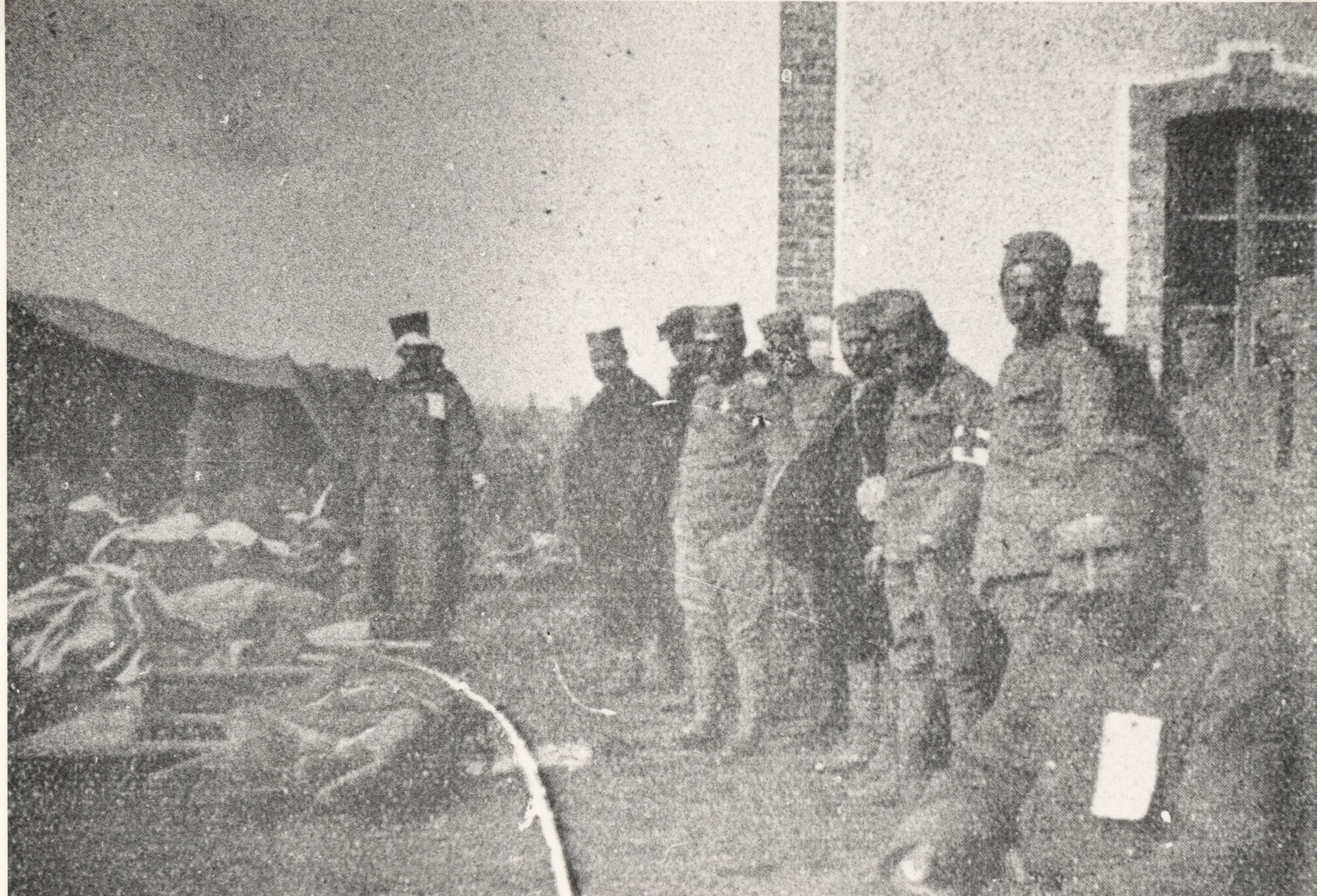
Лікарня біля села Табановце під час Кумановської битви